# Yizhar Hirschfeld

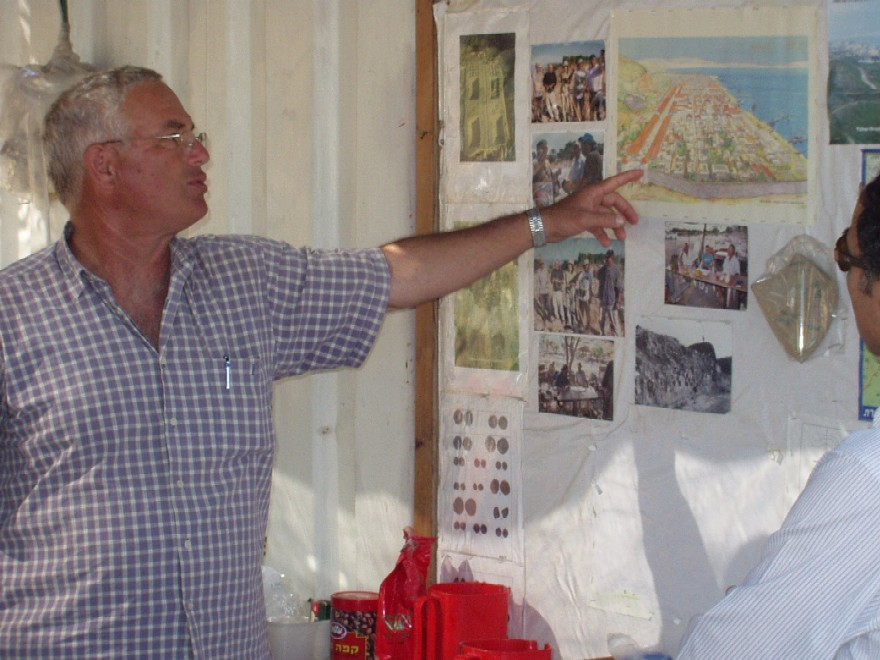
Yizhar Hirschfeld erläutert die Ausgrabungen in Tiberias (2005)

Yizhar Hirschfeld (hebräisch יִזְהָר הִירְשְׁפֶלְד Jishar Hīršfeld; * 6. Februar 1950 im Kibbuz Beit Keschet; † 16. November 2006 in Jerusalem) war ein israelischer Archäologe. Seine Fachgebiete waren die griechisch-römische sowie die byzantinische Epoche. Er war international bekannt und galt als Repräsentant der israelischen Archäologie.

## Leben
Hirschfeld wuchs in Qirjat Tivʿon und Aschkelon auf und interessierte sich von Kindheit an für die Archäologie. Nach Ableistung seines Militärdienstes zog er nach Jerusalem und studierte am Institut für Archäologie der Hebräischen Universität. Für eine Arbeit über byzantinische Wüstenklöster verlieh ihm die Hebräische Universität 1987 den Doktorgrad (PhD). Seit 1989 hatte er einen Lehrstuhl des Instituts inne, wobei er sowohl unterrichtete, als auch an Ausgrabungen teilnahm.
Die Liste der von ihm geleiteten Ausgrabungen ist lang, wobei er die Erträge der meisten Grabungen auch als umfassende Publikationen vorlegte.
- Römische Bäder von Chammat Gader (1979–1982, Abschlussbericht 1997);
- Kloster Khirbet ad-Deir (1982–1987, Abschlussbericht 1999)
- Ramat haNadiv Ausgrabungen, hauptsächlich zwei Orte: Chorvat Aqav (1984–1987) und Chorvat Eleq (1989–1998, Abschlussbericht 2000);
- Tiberias – Mount Berenice und Unterstadt (1989–1994, Abschlussbericht 2004);
- Ein-Gedi (1996–2002; der Abschlussbericht wurde bei seiner Beerdigung am 17. November 2006 vorgelegt). Die Grabungen in En Gedi weiteten sich aus zu einer Untersuchung der gesamten Region am Toten Meer, mit Qumran und Ain Feshkha.
- Weinkeltern und Aquädukte in Emmaus (1974–1975);
- Frühchristliche Kirche in Chorvat Brachot (1975, gemeinsam mit Yoram Tsafrir);
- Siedlungen von Chorvat Susiya (1976) und Shiqmona (1994);
- Survey und Untersuchung der Stadt Schivta im Negev (1999–2002);
- Survey von Klöstern in der Region um Gaza.

Bekannt wurde Hirschfeld einem größeren Publikum dadurch, dass er zu Qumran eine Minderheitsmeinung vertrat, wonach es sich nicht um die Siedlung einer religiösen Sondergruppe handelte, sondern um ein Landgut. Er stellte auffallende Ähnlichkeiten zu Landgütern wie Ofarim, Rujum el-Hamiri und Qasr el-Leja fest. (Andererseits nahm er an, dass eine Reihe von 28 kleinen Zellen, die er oberhalb von En Gedi untersucht hatte, von Essenern bewohnt wurden, wie Plinius sie beschreibt.)

## Schriften
- Qumran in Context. Reassessing the Archaeological Evidence, Hendrickson, 2004
- Qumran – die ganze Wahrheit. Die Funde der Archäologie – neu bewertet, Gütersloh 2006, ISBN 3-579-05225-X